# Bonellia brevifolia
Bonellia brevifolia är en viveväxtart som först beskrevs av Ignatz Urban, och fick sitt nu gällande namn av B. Ståhl, Källersjö. Bonellia brevifolia ingår i släktet Bonellia och familjen viveväxter. Inga underarter finns listade i Catalogue of Life.